# Lourival Mendes
Lourival Mendes da Fonseca Filho (São Luís, 27 de março de 1955) é um político brasileiro, filiado ao PMN.

## Biografia
Durante o mandato de Deputado Federal pelo Estado do Maranhão, foi vice-Líder do Bloco PR, PTdoB, PRP, PHS, PTC, PSL, PRTB. Ex-Deputado Federal pelo estado do Maranhão pelo PTdoB. Ficou conhecido pela autoria da Proposta de Emenda Constitucional 37, apelidada por advogados e procuradores de "PEC da impunidade" por cercear a ação do Ministério Público de investigar crimes cometidos por parlamentares, e questionada por diversos setores da sociedade.
Na Universidade Federal do Maranhão (UFMA) foi líder estudantil, onde mais tarde formou-se em Direito. Foi membro da Comissão Permanente de Vestibulares (COPEVE) e Presidente do Centro Acadêmico de Ciências Sociais. Após sua formação, militou como advogado por um breve período, logo ingressando no quadro da policia civil do Maranhão, aonde por mais de trinta anos vem desempenhando a função de Delegado de Polícia. Como delegado foi por seis anos consecutivos Presidente da Associação dos Delegados de Polícia Civil do Maranhão (ADEPOL).
No ano de 1992 lançou seu nome para a disputa de um mandato parlamentar pela primeira vez. Nesses dezoito anos exerceu por duas vezes o mandato de Deputado Estadual e duas vezes o mandato de Vereador da capital. Em 3 de outubro de 2010 foi eleito Deputado Federal pelo Maranhão.
Em 2014 devido as repercussões negativas da PEC 37, não conseguiu se reeleger para o cargo.